# Rotschopfkotinga
Die Rotschopfkotinga (Ampelion rubrocristatus) oder manchmal Rotschopfzuser ist eine Vogelart aus der Familie der Schmuckvögel (Cotingidae). Diese Art hat ein großes Verbreitungsgebiet, das sich auf die Länder Bolivien, Peru, Ecuador, Kolumbien und Venezuela beschränkt. Der Bestand wird von der IUCN als nicht gefährdet (Least Concern) eingeschätzt.

## Merkmale

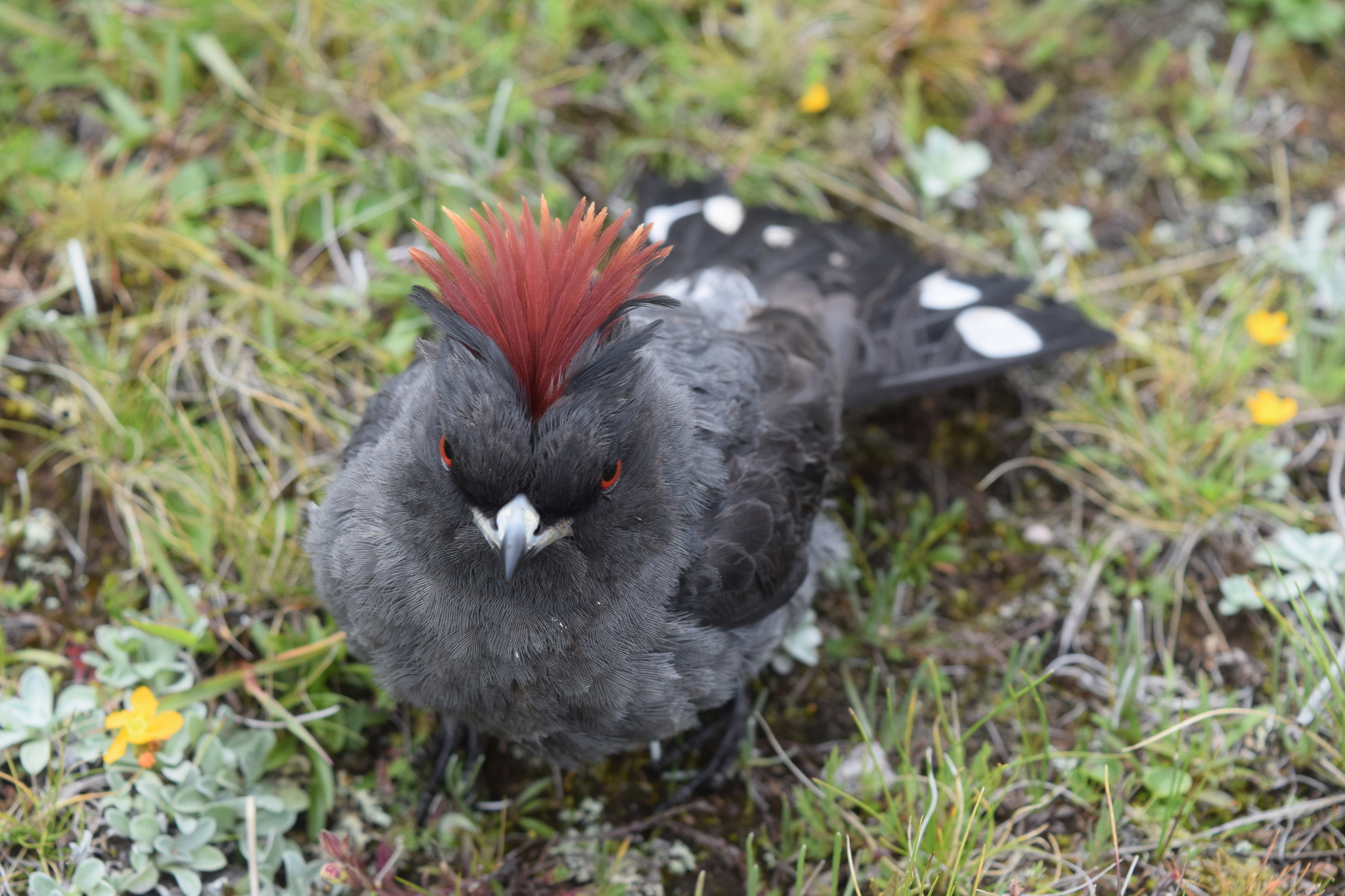
Rotschopfkotinga

Die Rotschopfkotinga erreicht eine Körperlänge von etwa 20,5 bis 21 Zentimetern, bei einem Gewicht von ca. 66 Gramm. Sie hat rote Augen und einen kleinen hellgrauen dicken Schnabel mit schwarzen Flecken, der im Feld weiß wirkt. Die auffallend lange flache dunkel-rötlich-braune Haube zieht sich bis zum Nacken und wird nur im Zustand der Erregung aufgerichtet. Die Flügel, der Schwanz und ein schwarzer Streifen über sie Augen sind schwärzlich. Die Federn an Bürzel und Kloake sind weiß gepunktet und an der Kloake zusätzlich mit weißen Rändern verziert. Der weißliche Bauch wird stufenweise grau Richtung Brust. Die Innenfahnen der Steuerfedern weisen ein großes weißes Band auf, welches insbesondere im Flug auffällt.
Das Gefieder der Oberseite von Jungvögeln variiert zwischen einem hellen Oliv- und einem warmen Braunton und wird von breiten dunklen Streifen durchzogen. Dieses helle Oliv bis Braun findet sich auch undeutlich an der Krone, dem Bürzel sowie an den großen und mittleren Armdecken. Die Schirmfeder ist weiß umrandet. Die ebenfalls von dunklen Streifen durchzogene Unterseite wirkt zimtfarben bis blass rötlichbraun.

## Verbreitung und Lebensraum
Sie bewegen sich vorwiegend an den Rändern von ungestörtem Nebelwald, relativ offenem Gelände, halbfeuchten Wäldern und Hainen, besonders dann, wenn in der Nähe Erlen präsent sind. Oft sieht man sie auch in Waldgebieten mit Polylepis, Escalloniaceae und Bergaralien (Oreopanax). Sie leben in Höhen zwischen 2400 und 3700 Meter. In Venezuela findet man sie in der Sierra de Perijá im Bundesstaat Zulia, in den Anden Táchiras nahe den Bergen Páramo Cendé sowie Páramo Jabón. In Kolumbien kommen sie praktisch an allen drei Anden-Bergketten, d. h. an den westlichen, den zentralen und den östlichen Kordilleren vor. Auch in Ecuador sind sie an beiden Andenketten präsent. In Peru bis Bolivien sind sie größtenteils nur in den Ostanden zu finden. Nur im Norden Perus trifft man sie auch an den Hängen der Westanden. In Bolivien erstreckt sich das Verbreitungsgebiet bis ins Departamento Cochabamba.

## Verhalten
Normalerweise sieht man Rotschopfkotingas in Paaren, hin und wieder aber auch alleine oder in kleinen Familiengruppen. In Ausnahmefällen kann man sie auch mal mit bis zu 10 Artgenossen in einem Baum mit Früchten beobachten. Sie sitzen meist vertikal in den Bäumen und Büschen, damit sie auf der Suche nach Beeren (z. B. Mistel-Beeren) leicht rauf und runter klettern können. Oft bewegen sie sich längere Zeit nicht, so dass sie träge und fast zahm wirken. Nicht selten sieht man sie auf der Jagd nach Insekten kurz hochschnellen, um dann wieder auf ihrem angestammten Platz zu landen. Treffen sie auf einen Futterrivalen, stellen sie ihren Schopf halb schräg auf und spreizen den Schwanz nach oben. Dabei erheben sie zur Drohung ihre Stimme. Ihre Flügelschläge klingen rasselnd. Ihr kehlige Gesang ähnelt den Lauten eines Frosches und klingt wie rreh oder auch bababarr. Insbesondere während Konflikten stoßen sie ein weicheres eh-eh-eh-eh aus. Ihre Nester bauen sie aus Zweigen und Flechten, die sie zu einem Kelch formen.

## Etymologie und Forschungsgeschichte
Die Erstbeschreibung des Rotschopfkotinga erfolgte 1837 durch Alcide Dessalines d’Orbigny und Frédéric de Lafresnaye  unter dem Namen A[mpelis] rubro-cristata. Das Typusexemplar stammte aus der Provinz Ayopaya. 1846 führte Johann Jakob von Tschudi die neue Gattung Ampelion für die Braunohrkotinga (Ampelion rufaxilla Tschudi, 1846) ein. Dieses Wort leitet sich von αμπελιων, αμπελιωνος ampeliōn, ampeliōnos für einen kleinen unbekannten Vogel nach Dionysos ab. Der Artepitheton ist ein lateinisches Wortgebilde aus ruber für rot, rostrot und cristatus, crista  für kammtragend, Kamm.